# Небеса подождут (фильм)
«Небеса подождут» (фр. Le Ciel attendra) — французский драматический фильм 2016 года, снятый Мари-Кастиль Менсьон-Шаар. Фильм был выбран для показа в секции «Современное мировое кино» на Кинофестивале в Торонто — 2016.

## Сюжет
История двух юных француженок, 17-летней Сони и 16-летней Мелани, присоединившихся к джихаду. Соня, увлёкшись исламом, считает, что это единственный способ попасть на небеса, а 16-летняя Мелани — обычная девушка, живет со своей матерью, любит школу и своих друзей, играет на виолончели и хочет изменить мир, поддаётся в интернете вербовке анонима под романтическим ником «Борец за свободу», который промывает девушке мозги признаниями в любви и пропагандистскими видеороликами: она надевает присланный им по почте хиджаб и едет в Сирию, чтобы там стать смертницей.

## В ролях
- Ноэми Мерлан — Соня Bouzaria
- Наоми Амарже — Мелани Thenot
- Сандрин Боннер — Кэтрин
- Клотильда Куро — Сильви
- Зинедин Суалем — Самир
- Дуня Бузар — себя
- Ариан Аскарид
- Иван Атталь

## Номинации
| Премия          | Категория                    | Номинант(-ы)                             | Результат |
| --------------- | ---------------------------- | ---------------------------------------- | --------- |
| Премия «Сезар»  | Самая многообещающая актриса | Ноэми Мерлан                             | Номинация |
| Премия «Люмьер» | Самая многообещающая актриса | Наоми Амарже                             | Номинация |
| Премия «Люмьер» | Самая многообещающая актриса | Ноэми Мерлан                             | Номинация |
| Премия «Люмьер» | Лучший сценарий              | Эмили Frèche и Мари-Кастиль Менсьон-Шаар | Номинация |

## Доп. ссылки
- Обзор фильма на сайте Variety (англ.)
- Обзор фильма на сайте The Hollywood Reporter (англ.)